# Сахаровка (Татарстан)
Сахаровка — село в Алексеевском районе  Республики Татарстан Российской Федерации. Является административным центром Сахаровского сельского поселения.

## История
В 1770 году  помещик Александр Игнатьевич Сахаров купил села  Алексеевское, Саконы и  Лебяжье. Поместье этого крупного землевладельца занимало без малого семнадцать тысяч десятин земли. Через тридцать лет после покупки Сахаров пришел  к выводу: крестьяне слишком много времени тратят на то, чтобы добраться до полей, расположенных на окраине  его владений. Помещик решил основать новое село, Сахаровку, причем по-хитрому – так, чтобы официально оно относилось к соседнему уезду. Утаить  крестьян во время переписи, чтобы поменьше налогов платить, по тем временам считалось делом обычным. Из одного села в другое на время людей переселил – и вся недолга…  
В начале XX века село принадлежало Алексею Алексеевичу Сахарову и его сестре Марии Алексеевне. Первый был страстным охотником, но хозяйство его мало интересовало. Байки о сахаровской любви к охоте живы по сей день. Рассказывают, увидит, бывало, как идет по улице баба с крынкой молока, тут же хватается за ружье. Выстрел – крынка вдребезги, баба в крик, брызги на метр вокруг! Посмеется довольный своей меткостью барин, а потом пятак выдаст “потерпевшей” – чтоб не плакала. 
Про последнюю барыню – Марию Алексеевну – рассказывали, что уж больно часто и без видимой причины она смеялась. “Странная” была. И все равно к ней относились лучше, чем к барину. Говорят, когда она проезжала через деревню на бричке, запряженной тройкой (иных упряжек не признавала), то пыль столбом стояла долго. И не столько от лошадиных копыт, сколько от детских ног. “Странная” барыня всегда возила с собой коробку конфет и щедро разбрасывала их деревенским ребятишкам.
Был в Сахаровке и управляющий – из немцев. Под его руководством здесь растили не только пшеницу и рожь, но и экзотические для этих мест культуры – виноград и арбузы. Был в имении огромный вишневый сад. Заросли одичавшей вишни окружают Сахаровку и сегодня.
Порядок немецкий староста держал железный – посадки были аккуратно подрезаны, клумбы – ухожены. Недалеко от вишневого сада располагалась пасека. Судя по размерам полуобвалившейся ямы-омшаника, предназначенной для хранения меда, продукт этот здесь качали центнерами.
В начале XX века здесь функционировали Христо-Рождественская церковь

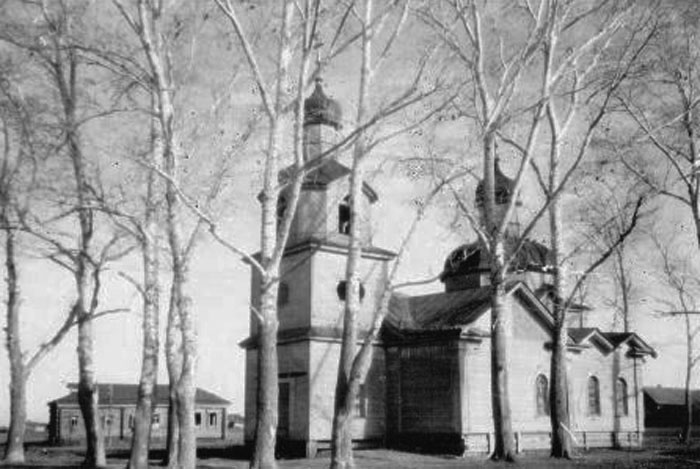
Христо-Рождественская церковь

(в 1901 году была перенесена из села Старое Иванаево; в последствии была разобрана на дрова воинствующими атеистами), школа грамоты (открыта в 1886 году), кузница, 3 мелочные лавки. В начале 2000-х годов, был возведен новый Дом культуры, ФАП, Храм Рождества Христова

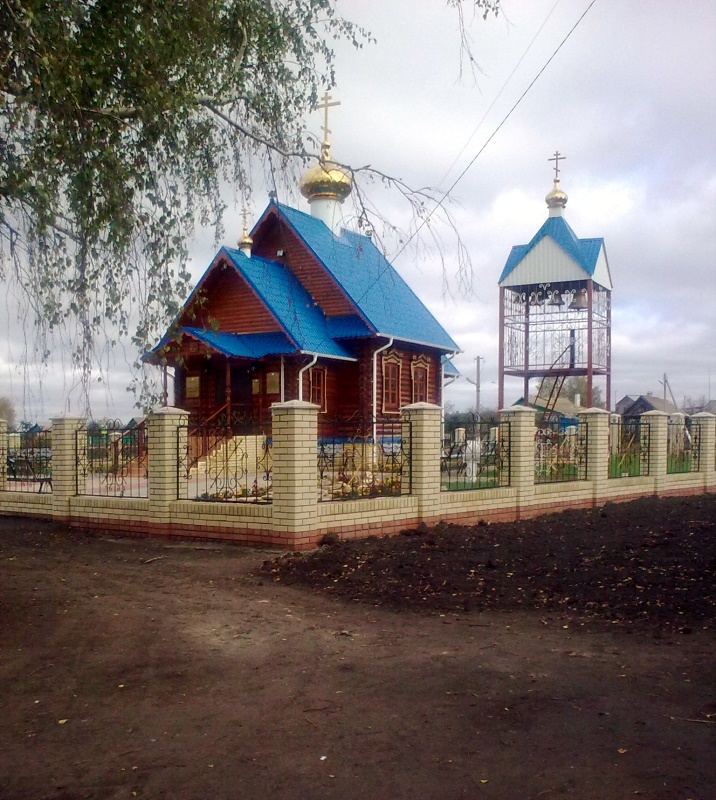
Храм Рождества Христова

. Строительство храма в честь Рождества Христова в с. Сахаровка началось в конце 2009 году. Инициатором строительства стал уроженец села генеральный директор ООО «Алексеевские инженерные сети» Николай Леденцов. Существенную поддержку в финансировании строительства оказали ООО «Алексеевскдорстрой», ООО «Алексеевская керамика» и другие предприятия района.

## Население
| 1782              | 1859 | 1897 | 1908 | 1920 | 1926 | 1938 | 1949 | 1958 | 1970 | 1979 | 1989 | 2002 | 2008 |
| ----------------- | ---- | ---- | ---- | ---- | ---- | ---- | ---- | ---- | ---- | ---- | ---- | ---- | ---- |
| 22 души муж. пола | 474  | 817  | 1003 | 1097 | 1123 | 849  | 588  | 580  | 719  | 505  | 429  | 447  | 432  |